# عکس بازداشت دونالد ترامپ
عکس بازداشت دونالد ترامپ چهل و پنجمین رئیس‌جمهور ایالات متحده آمریکا از سال ۲۰۱۷ تا ۲۰۲۱، عکسی است که در ۲۴ اوت ۲۰۲۳ و با شمارهٔ ثبت ۲۳۱۳۸۲۷ در زندان فولتون کانتی از او گرفته شد. این عکس پس از آن گرفته شد که ترامپ برای رسیدگی به اتهام تلاش برای تغییر نتیجه انتخابات آمریکا در سال ۲۰۲۰، خود را به مقام‌های محلی در زندان فولتون کانتی آتلانتا تسلیم کرد.

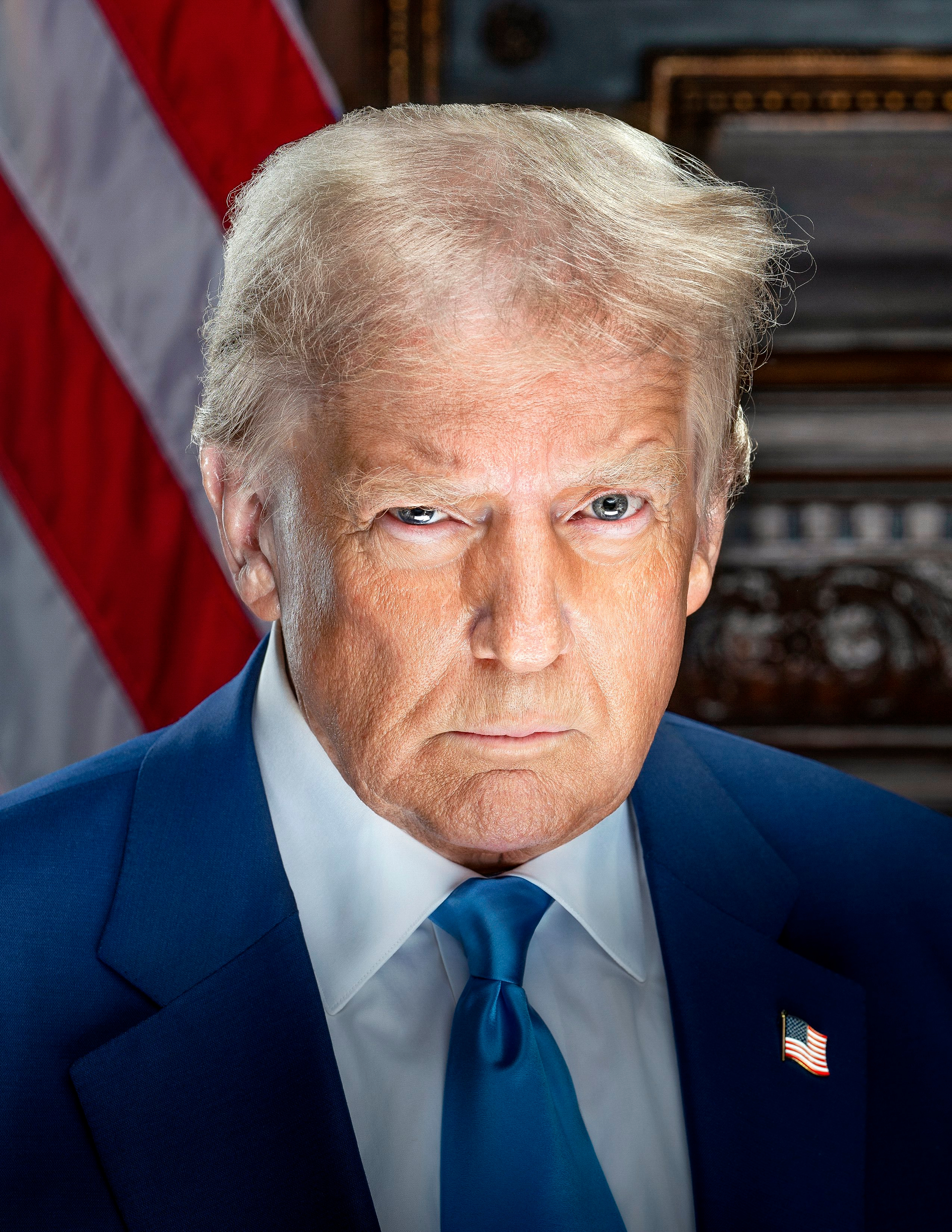
پرتره رسمی ترامپ و شباهت آن به عکس بازداشت، ژانویه ۲۰۲۵

در این عکس، ترامپ در یک پس‌زمینهٔ خاکستری ساده دیده می‌شود، درست مانند ۱۱ نفر از همکارانش از جمله مارک مدوز، سیدنی پاول و رودی جولیانی که به همان اتهام، هم‌زمان از آن‌ها عکس‌های مشابهی گرفته شد. ترامپ تنها رئیس‌جمهور ایالات متحدهٔ آمریکاست که یک عکس بازداشت از او گرفته شده‌است.
سی‌ان‌ان در توصیف این عکس نوشته «در این تصویر چهرهٔ ترامپ مانند سنگ است و غیرممکن است که بفهمیم چه احساسی دارد… اما مُهر کلانتر شهرستان فولتون در گوشهٔ عکس یادآور این موضوع است که ترامپ با وجود تمام قدرت سابقش، متعهد به روندی است که در آن نمی‌تواند سرنوشت خود را کنترل کند». به باور شان ویلنتز استاد تاریخ آمریکا در دانشگاه پرینستون «از بین میلیون‌ها، شاید میلیاردها عکس گرفته‌شده از دونالد ترامپ، این می‌تواند معروف‌ترین‌شان باشد، یا مفتضح‌ترین‌شان».
پیش از گرفتن این عکس، بسیاری از جمله لارا عروس ترامپ، پیش‌بینی کرده بودند که تصویر بازداشت ترامپ معروف‌ترین عکس بازداشت تاریخ آمریکا بشود. تنها چند ساعت پس از انتشار عمومی، این عکس همه‌گیر و به یک میم اینترنتی تبدیل شد. پس از آزادی به قید وثیقه، ترامپ در اولین توییت خود پس از دو سال و نیم دوری از توییتر، عکس بازداشتش را با جمله‌های «مداخله در انتخابات، هرگز تسلیم نشو» منتشر کرد. هم‌زمان کارزار انتخاباتی رسمی او فروش تی‌شرت‌هایی را شروع کرد که این تصویر همراه با جملهٔ «هیچ‌وقت تسلیم نشو» روی آنها نقش بسته بود.
در ۲۶ اوت ۲۰۲۳ کارزار انتخاباتی ترامپ اعلام کرد از ۲۴ اوت که عکس بازداشت او در زندان گرفته شد، ۷٫۱ میلیون دلار جمع‌آوری کرده‌است. بخش اعظم این پول با فروش لیوان، تی‌شرت و کالاهای دیگری جمع شده که عکس بازداشت ترامپ روی آن‌ها چاپ شده بود.